# 麻薩諸塞州州徽
马萨诸塞州州徽（英語：Seal of Massachusetts）是美国马萨诸塞州的官方徽章，其中包含了马萨诸塞盾徽的图案。盾徽被拉丁文“Sigillum Reipublicæ Massachusettensis”(意思是“马萨诸塞共和国”)所环绕。该徽章的最初版本在1775年被州立法机关通过，接着在1780年12月13日被马萨诸塞州州长约翰·汉考克和他的委员会再次确认。目前正在使用的版本是由艺术家埃德蒙·H·加勒特设计，并于1900年被马萨诸塞州所采用。州徽周围的拉丁文铭文有的时候也可以替换为英文。